# Museo de arte Ohara

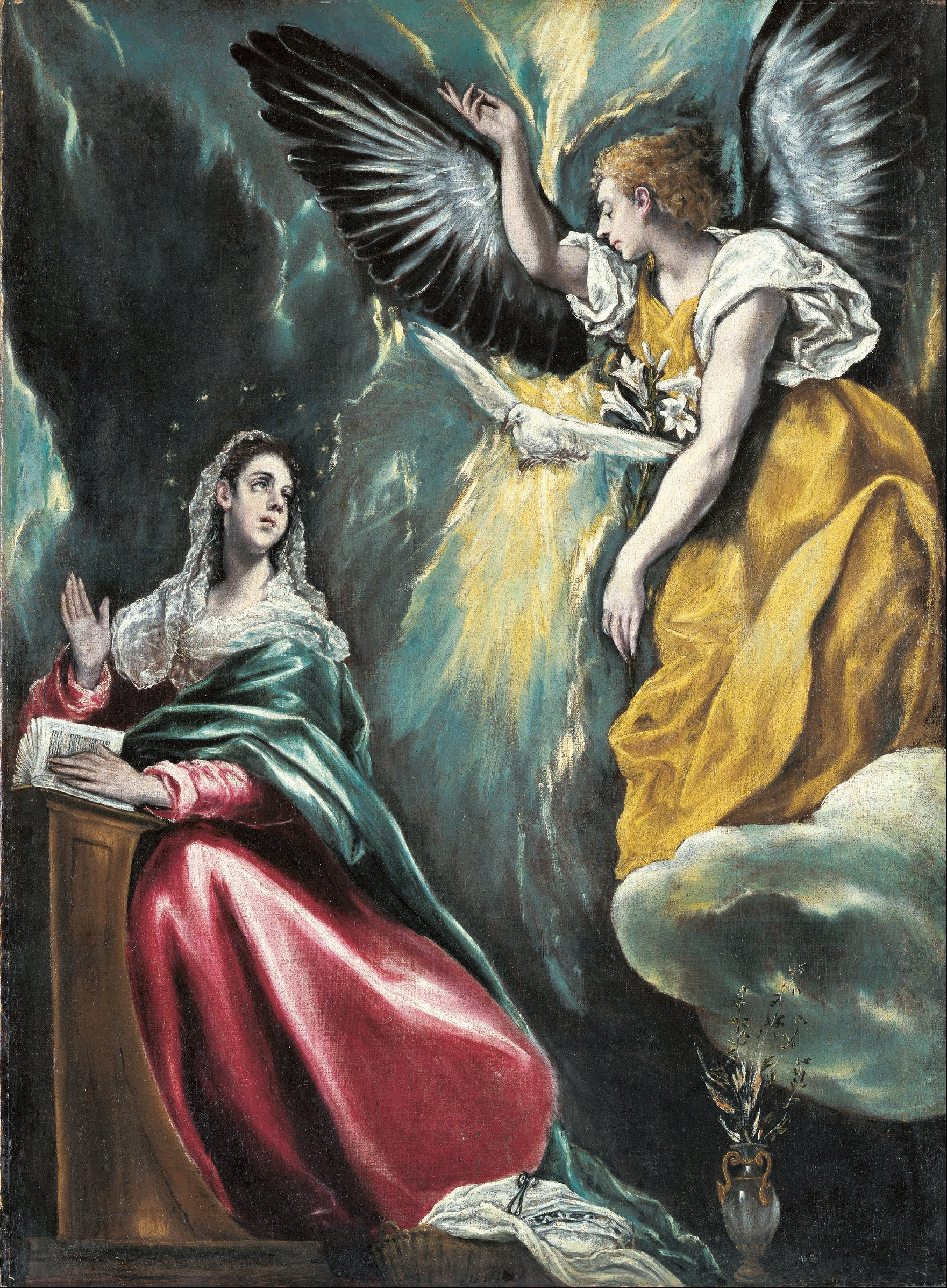
La Anunciación, 1590 – 1603, El Greco.

El Museo de Arte Ohara se encuentra en la ciudad japonesa de Kurashiki y contiene una colección permanente del arte occidental en el país nipón. Inaugurado en 1930, la obra del museo está compuesta casi en su totalidad por pinturas y esculturas francesas de los siglos XIX y XX y artistas japoneses contemporáneos.
La base de la colección fue creada por Ōhara Magosaburō con el asesoramiento del pintor japonés Kojima Torajirō (1881-1929) y el artista francés Edmond Aman-Jean (1860-1935).
La colección ha crecido incluyendo pinturas del Renacimiento italiano y las escuelas holandesa y flamenca del siglo XVIII. Algunas de sus obras son  La Anunciación de El Greco o Te nave nave fenua de Paul Gauguin.